# Patrik Dybeck
Patrik Dybeck (ur. 18 sierpnia 1977) – szwedzki żużlowiec oraz pilot rajdowy.
Brązowy medalista młodzieżowych indywidualnych mistrzostw Szwecji (Hagfors 1998). Srebrny medalista mistrzostw Szwecji par klubowych (1999). Czterokrotny medalista drużynowych mistrzostw Szwecji: srebrny (1996) oraz trzykrotnie brązowy (1998, 2002, 2003). Trzykrotny finalista indywidualnych mistrzostw Szwecji (Hagfors 1998 – XI miejsce, Avesta 2001 – XV miejsce, Eskilstuna 2002 – XIII miejsce).
W lidze szwedzkiej reprezentował barwy klubów: Masarna Avesta (1995, 2002–2003), Rospiggarna Hallstavik (1996), Bysarna Visby (1997), Indianerna Kumla (1998–2001), Team Viking Örebro (1999, 2001), Husarerna Kumla (2001), Gasarna Avesta (2002–2003), Visenterna Avesta oraz Team Dalakraft Avesta (2004).
Jako pilot rajdowy startował m.in. w 49. Rajdzie Szwecji (2000).